# Manny Ramírez
Manuel Arístides Ramírez Onelcida (ur. 30 maja 1972) – dominikański baseballista występujący na pozycji zapolowego w organizacji Chicago Cubs.

## Kariera zawodnicza
Ramírez został wybrany w 1991 w pierwszej rundzie draftu z numerem trzynastym przez Cleveland Indians i początkowo grał w klubach farmerskich tego zespołu, między innymi w Charlotte Knights, reprezentującym poziom 
Triple-A. W Major League Baseball zadebiutował 2 września 1993 w meczu przeciwko Minnesota Twins jako DH. W sezonie 1994 w głosowaniu do nagrody AL Rookie of the Year Award dla najlepszego debiutanta zajął 2. miejsce za Bobem Hamelinem z Kansas City Royals. Rok później po raz pierwszy wystąpił w All-Star Game i po raz pierwszy otrzymał nagrodę Silver Slugger Award. W 1999 ustanowił klubowy rekord zaliczając najwięcej RBI w sezonie (165).
W grudniu 2000 podpisał 8-letni kontrakt wart 160 milionów dolarów z Boston Red Sox. W 2002 miał najlepszą w American League średnią uderzeń (0,349). W 2004 zagrał we wszystkich meczach World Series i został wybrany najbardziej wartościowym zawodnikiem finałów, w których Red Sox pokonali St. Louis Cardinals 4–0 i zdobyli pierwszy od 1918 roku tytuł mistrzowski, przełamując tym samym tak zwaną Klątwę Bambino.
Trzy lata później zwyciężył w World Series po raz drugi; Red Sox wygrali z Colorado Rockies 4–0. 31 maja 2008 roku w meczu przeciwko Baltimore Orioles jako 24. zawodnik w historii MLB zdobył 500. home runa w karierze. W lipcu 2008 w ramach wymiany zawodników przeszedł do Los Angeles Dodgers. W maju 2009 został zawieszony na 50 meczów za zażywanie niedozwolonych środków dopingujących.
W sierpniu 2010 Dodgers wystawili go na listę transferową, z której został pozyskany przez Chicago White Sox. Wraz z końcem sezonu stał się wolnym agentem. W kolejnym (2011) podpisał kontrakt z Tampa Bay Rays, ale wkrótce (zdążył rozegrać 5 meczów) testy antydopingowe po raz kolejny wykazały obecność niedozwolonych substancji w jego organizmie. Wobec kary 100-meczowego zawieszenia postanowił zakończyć karierę.
W lutym 2012 roku - karę zredukowaną przez władze ligi do 50 spotkań uznano za odbytą - Ramirez zmienił zdanie, przyjmując ofertę Oakland Athletics. Za sezon miał otrzymać 500 tysięcy dolarów (w latach 2005-2010 zarabiał co najmniej 17 milionów dolarów w sezonie), ale z powodu słabej formy odesłano go do Sacramento River Cats w Pacific Coast League (poziom AAA), by w czerwcu rozwiązać kontrakt na prośbę zawodnika.
Grał jeszcze w Águilas Cibaeñas (LIDOM) i EDA Rhinos (CPBL).
W lipcu 2013 podpisał kontrakt z organizacją Texas Rangers i został przydzielony do zespołu Round Rock Express, reprezentującego poziom Triple-A, w którym rozegrał 30 meczów. 13 sierpnia 2013 klub rozwiązał z nim umowę.
25 maja 2014 został grającym trenerem w zespole Triple-A Iowa Cubs, klubie farmerskim Chicago Cubs.

## Nagrody i wyróżnienia
| Nagroda/wyróżnienie         | Lata                                                                   | Źródło       |
| 12× All-Star                | 1995, 1998, 1999, 2000, 2001, 2002, 2003, 2004, 2005, 2006, 2007, 2008 | [ 3 ]        |
| 9× Silver Slugger Award     | 1995, 1999, 2000, 2001, 2002, 2003, 2004, 2005, 2006                   | [ 6 ]        |
| 2× zwycięzca w World Series | 2004, 2007                                                             | [ 9 ] [ 11 ] |
| World Series MVP            | 2004                                                                   | [ 9 ]        |
| 2× Hank Aaron Award         | 1999, 2004                                                             | [ 22 ]       |